# هربيا

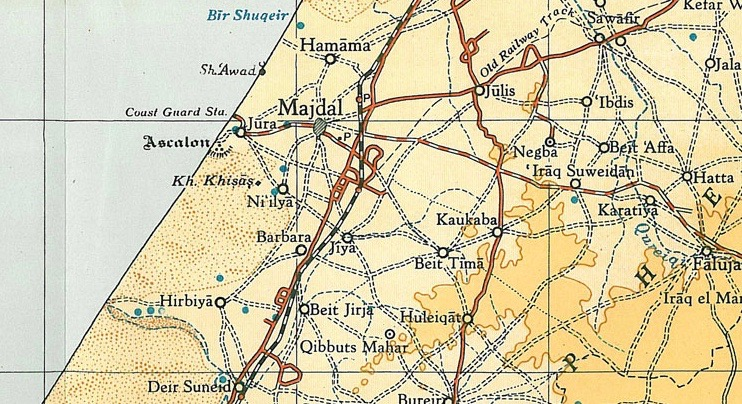
هربيا

قرية هربيا الفلسطينية هي قرية عربية كانت تتبع قضاء غزة قبل عام 1948، وتقع إلى شمال غزة على بعد 15 كيلومتر منها، تحيط بأراضيها أراضي قرية الخصاص والجورة وبربرة من الشمال، وأراضي بيت جرجا ودير سنيد من الشرق، وأراضي بيت لاهيا من الجنوب، وترتفع هربيا حوالي 25 متراً عن سطح البحر.
أراضي القرية رملية إمتدت على الحوض الأدنى لوادي الحسي الذي يشق طريقة في فتحة عريضة بين رمال عسقلان وشمال ورمال بيت لاهيا جنوباً إلى البحر المتوسط غرباً.

## المساحة والسكان
تبلغ مساحة أراضي هربيا 22312 دونماً، أما مساحة القرية فتبلغ 42 دونماَ، وبلغ عدد سكان القرية عام 1922 حوالي 1307 نسمة، وفي عام 1931 بلغوا 1510 منهم 803 ذكور و707 إناث، وفي 1/4/1945 قدروا بـ (2240) نسمة. بينهم من يعود بنسبه إلى مصر ومنهم من بقايا الصليبيين الذين أسلموا.

## الحياة الاقتصادية
كانت المهنة الرئيسية لأهالي القرية الزراعة التي حققت نجاحًا ظاهرًا رغم التربة الرملية لتوافر مياه الأمطار والمياه الجوفية القريبة من سطح الأرض؛ وقد اشتهرت هربيا بكثرة البيارات وزراعة أشجار الحمضيات بالإضافة إلى توفر آبار المياه التي يتراوح عمقها بين 10 – 50 متراً ويقول أهالي هربيا أنه كان في قريتهم ما يقارب 150 بيارة كان يملك منها بعض العائلات الغزية مثل عائلة أبو رمضان، العلمي، الصايغ، سكيك، ويضيف أهالي القرية أنهم كانوا يزرعون في أراضيهم الحبوب ومعظم أنواع الخضروات والفواكه وبخاصة العنب والقصب، كان الإنتاج من الحمضيات وبخاصة البرتقال يشحن بسيارات الشحن ثم يصدر عن طريق التجار إلى الخارج، وقد عرف أهالي هربيا أسماء العديد من مواقع أراضي القرية ومنها الزلطة، الواجهة، المرج، الشراف، الطباخ، البيار، سعد، ووجد في القرية في أواخر الأربعينيات 6 سيارات شحن امتلكتها عائلات سالم، الغول، الداعور، وبالإضافة إلى أعمال الزراعة فقد عمل بعض الأهالي في صيد الأسماك وبخاصة عائلتي الهسي والنحال، ووجد في القرية في الأربعينيات ما يقارب 20 دكانا للبقالة، 5 لحامين، 3 حلاقين، 10 بنائين، وعدد قليل من النجارين.

## الرحيل والنزوح
مع نشوب حرب 1948 تجمع معظم أهالي القرى الجنوبية في هربيا، ومع انسحاب القوات المصرية واحتلال القوات الإسرائيلية الكثير من القرى والمدن والمواقع، أجبر أهالي هربيا وجميع من كانوا فيها من المهاجرين على الرحيل، فاتجهوا إلى غزة، وتم تدمير معظم القرية بعدها، و(هربيا) اليوم خراب فقد دمّرها اليهود بعد اغتصابهم لها. وأقاموا عليها مستعمرات كرميا وياد مردخاي وزيكيم.

## معركة هربيا
معركة هربيا (642 هـ : 17 تشرين الأول 1244 م)
تولى (الملك الصالح نجم الدين أيوب) أمر الدولة الأيوبية في عـام 1239 م. وكان عمه (الصـــالح إسماعيل) من أكبر أعدائه فاستولى على دمشق واتحد مع الصليبيين ونزل لهم عن طبرية وعسقلان والشقيف والقدس ليعضدوه ويكونوا معه على ابن أخيه. فاسـتعان نجم الدين بقبائل (الخُوارِ زِميـَة) المسلمة لكسر أعدائه فاتفقوا معه على شرط أن يقطعهم الإقطاعات ويسكنهم البلدان. تجند الخوارزميون واخترقوا سورية إلى أن وصلوا إلى غزة فنزلوها وسيروا إلى الملك الصالح نجم الدين في صفر من عام 642 هـ يخبرونه بقدومهم فأمرهم بالإقامة في غزة ووعدهم ببلاد الشام بعدما خلع على رُسلهم، وسير إليهم الخلع والأموال. ثم أعد الملك الصالح نجم الدين حملة عسكرية بقيادة الأمير ركن الدي بيبرس البندقداري الصالحي، أحـد مماليكه، فسار إلى غزة والتقى بالخوارزمية الذين كان قد انضم إليهم جماعة من (القَـيمَريِة). ومن جهة أُخرى جهز الصالح إسماعيل جنده من سوريا وولى عليهم الملك المنصور صاحب حمص وسار بهم ورافقه الإفرنج من عكا وغيرها بالفارس والراجل ليحارب المسلمين من مصريين وخوارزميين، وساروا جميعهم إلى غزة ثم أتتهم نجدة (الناصر داود) من الكرك.
التقى الجمعان في هربيا 642 هـ:1244 م وقد رفع الإفرنج الصلبان على عسكر دمشق فوق رأس المنصور صاحب حمص. وكان في الميمنة الإفرنج في الميسرة عسكر الكـرك وفي القلب المنصور إبراهيم. وكانت القيادة العـامة الكونت دي بار وسمعان دي منتفورت. وقدر عدد القتلى بأكثر من 000، 30 ألف.
ولاشك انّ هذه أعظم كارثة حلت بالصليبيين منذ وقعة حطين عــام 1187 حتى أطلق المؤرخون على هذه الموقعة اسم (حطين الثانية).
وعلى أثر هذه الموقعة استولى الملك الصالح نجم الدين أيوب على القدس والساحل وغيرهما.
جدير بالذكر أن هذه القرية خرجت أبطال ومنها الشهيد محمود زهير سالم رحمه الله وعدنان الغول وثلة كبيرة.

## أعلام هربيا
كمال الشرافي وزير الشؤون الاجتماعية 2013 ووزير الصحة الفلسطيني 2006 وعضو المجلس التشريعي 1966-2006